# Petriroda
Petriroda é uma vila e antigo município da Alemanha localizado no distrito de Gota, estado da Turíngia. Pertence ao Verwaltungsgemeinschaft de Apfelstädtaue. Desde dezembro de 2019 é parte do município de Georgenthal.

## Demografia
Evolução da população (em 31 de dezembro):
| - 1994 – 345 - 1995 – 358 - 1996 – 360 - 1997 – 376 | - 1998 – 374 - 1999 – 371 - 2000 – 365 - 2001 – 364 | - 2002 – 360 - 2003 – 355 - 2004 – 358 - 2005 – 348 |

Fonte: Thüringer Landesamt für Statistik